# Rząd Leopolda Skulskiego
Rząd Leopolda Skulskiego – gabinet pod kierownictwem premiera Leopolda Skulskiego, utworzony 13 grudnia 1919 roku przez Józefa Piłsudskiego po ustąpieniu rządu Ignacego Jana Paderewskiego. Rząd ustąpił 9 czerwca 1920. 
11 grudnia 1919 Naczelnik Państwa Józef Piłsudski powierzył posłowi Leopoldowi Skulskiemu misję utworzenia nowego gabinetu. Dwa dni później Naczelnik Państwa mianował posła Skulskiego prezydentem Rady Ministrów Rzeczypospolitej Polskiej i jednocześnie na wniosek Leopolda Skulskiego powołał na urząd ministrów: spraw wewnętrznych, spraw wojskowych, skarbu, sprawiedliwości, wyznań religijnych i oświecenia publicznego, przemysłu i handlu, rolnictwa i dóbr państwowych, kolei żelaznych, poczt i telegrafów, robót publicznych, aprowizacji, pracy i opieki społecznej oraz ministra b. dzielnicy pruskiej. Mianowanie ministrów: spraw zagranicznych, sztuki i kultury oraz zdrowia publicznego odroczono do czasu przedstawienia przez premiera wniosków uzupełniających. Tymczasowe kierownictwo Ministerstwem Spraw Zagranicznych powierzono dr. Władysławowi Wróblewskiemu, podsekretarzowi stanu w Prezydium Rady Ministrów. 
16 grudnia 1919 Józef Piłsudski powołał na urząd ministra spraw zagranicznych Stanisława Patka i zwolnił dr. Wróblewskiego z tymczasowego kierownictwa tym resortem.
9 czerwca 1920 Naczelnik Państwa, przychylając się do przedstawionej mu prośby, zwolnił Leopolda Skulskiego z urzędu prezydenta Rady Ministrów. Równocześnie zwolnił z urzędu wszystkich ministrów i kierownika Ministerstwa Zdrowia Publicznego.  

## Skład Rządu
| Funkcja                                          | Zdjęcie | Imię i nazwisko            | Przynależność partyjna                  | okres urzędowania                         |
| ------------------------------------------------ | ------- | -------------------------- | --------------------------------------- | ----------------------------------------- |
| Prezydent Ministrów                              |         | Leopold Skulski            | Narodowe Zjednoczenie Ludowe            | od 13 grudnia 1919r. do 9 czerwca 1920r.  |
| Min. Aprowizacji                                 |         | Stanisław Śliwiński        | Związek Ludowo-Narodowy                 | od 13 grudnia 1919r. do 9 czerwca 1920r.  |
| Min. Kolei Żelaznych                             |         | Kazimierz Bartel           | Polskie Stronnictwo Ludowe „Wyzwolenie” | od 13 grudnia 1919r. do 9 czerwca 1920r.  |
| Min. Kultury i Sztuki                            |         | p.o. Zenon Przesmycki      | bezpartyjny                             | od 13 grudnia 1919r. do 9 czerwca 1920r.  |
| Min. Poczt i Telegrafów                          |         | Ludwik Tołłoczko           | bezpartyjny                             | od 13 grudnia 1919r. do 9 czerwca 1920r.  |
| Min. Pracy i Opieki Społecznej                   |         | Edward Pepłowski           | Narodowa Partia Robotnicza              | od 13 grudnia 1919r. do 9 czerwca 1920r.  |
| Min. Przemysłu i Handlu                          |         | Antoni Olszewski           | bezpartyjny                             | od 13 grudnia 1919r. do 9 czerwca 1920r.  |
| Min. Robót Publicznych                           |         | Andrzej Kędzior            | Polskie Stronnictwo Ludowe „Piast”      | od 13 grudnia 1919r. do 9 czerwca 1920r.  |
| Min. Rolnictwa i Dóbr Państwowych                |         | Franciszek Bardel          | Polskie Stronnictwo Ludowe „Piast”      | od 13 grudnia 1919r. do 9 czerwca 1920r.  |
| Min. Skarbu Państwa                              |         | Władysław Grabski          | Związek Ludowo-Narodowy                 | od 13 grudnia 1919r. do 9 czerwca 1920r.  |
| Min. Spraw Wewnętrznych                          |         | Stanisław Wojciechowski    | bezpartyjny                             | od 13 grudnia 1919r. do 9 czerwca 1920r.  |
| Min. Spraw Wojskowych                            |         | gen. por. Józef Leśniewski | bezpartyjny                             | od 13 grudnia 1919r. do 9 czerwca 1920r.  |
| Min. Spraw Zagranicznych                         |         | Władysław Wróblewski       | Związek Ludowo-Narodowy                 | od 13 grudnia 1919r. do 16 grudnia 1919r. |
|                                                  |         | Stanisław Patek            | bezpartyjny                             | od 16 grudnia 1919r. do 9 czerwca 1920r.  |
| Min. Sprawiedliwości                             |         | Jan Hebdzyński             | Stronnictwo Pracy Konstytucyjnej        | od 13 grudnia 1919r. do 9 czerwca 1920r.  |
| Min. Wyznań Religijnych i Oświecenia Publicznego |         | Tadeusz Łopuszański        | Związek Ludowo-Narodowy                 | od 13 grudnia 1919r. do 9 czerwca 1920r.  |
| Min. Zdrowia Publicznego                         |         | p.o. Witold Chodźko        | bezpartyjny                             | od 13 grudnia 1919r. do 9 czerwca 1920r.  |
| Minister ds byłej dzielnicy pruskiej             |         | Władysław Seyda            | Związek Ludowo-Narodowy                 | od 13 grudnia 1919r. do 9 czerwca 1920r.  |